# 国鉄タム2100形貨車
国鉄タム2100形貨車（こくてつタム2100がたかしゃ）は、かつて日本国有鉄道（国鉄）及び1987年（昭和62年）4月の国鉄分割民営化後は日本貨物鉄道（JR貨物）に在籍した私有貨車（タンク車）である。

## 概要
本形式は、希硝酸専用の15t積二軸貨車で、希硝酸専用のタンク車としては初の新製車である。
1950年（昭和25年）10月24日から1964年（昭和39年）11月30日にかけて15ロット24両が製作された。うち21両（タム2100 - タム2106、タム2110 - タム2123）は 日立製作所、富士重工業、川崎車輛および三菱重工業において新製され、3両（タム2107 - タム2109）が1958年（昭和33年）9月29日および1959年（昭和34年）3月31日にタム400形（タム1670・タム1671）およびタム100形（2代）（タム1124）の改造により三菱重工業にて製作された。
落成時の所有者は新日本窒素肥料（その後チッソに改称）、日産化学工業、宇部興産、藤本産業、旭化成工業の5社で、それぞれの主な常備駅は、水俣駅、速星駅、宇部港駅、水俣駅、富士駅であった。
1975年（昭和50年）3月12日にチッソ所有車の内3両（タム2102、タム2103、タム2109 ）が旭化成工業へ名義変更された。
貨物列車の最高速度引き上げが行われた1968年（昭和43年）10月1日ダイヤ改正対応のため、一段リンク式として落成した車の軸ばね支持方式が二段リンク式に改造された。
1979年（昭和54年）10月に制定された化成品分類番号では、侵81（侵食性の物質、腐食性物質、危険性度合2（中））が標記された。
1987年（昭和62年）4月の国鉄分割民営化時には14両がJR貨物に継承されたが、最後まで在籍した1両（タム2109）が1998年（平成10年）10月にが廃車となり同時に形式消滅となった。
タンク体はドーム付きのキセ（外板）なし直胴タイプで、材質は腐食防止のためステンレス鋼（SUS304）製である。塗色は、ステンレス地肌の銀色。荷役方式は全車ともマンホールからの上入れ、空気管と液出管を用いた空気圧による上出し方式である。
全長は7,300 mm - 7,800 mm、全幅は2,432 mm、全高は 3,490 mm、軸距は3,500 mm - 4,200 mm、自重は8.9 t - 10.5 t、換算両数は積車2.4、空車1.0、最高運転速度は75 km/h、車軸は12 t長軸であった。

### 年度別製造数
各年度による製造会社、両数、所有者は次のとおりである。（改造による編入車は改造会社。所有者は落成時の社名。）
- 昭和25年度 - 2両
  - 日立製作所 2両 新日本窒素肥料（タム2100・タム2101）
- 昭和26年度 - 2両
  - 日立製作所 2両 新日本窒素肥料（タム2102・タム2103）
- 昭和29年度 - 2両
  - 日立製作所 2両 日産化学工業（タム2104・タム2105）
- 昭和32年度 - 1両
  - 日立製作所 1両 日産化学工業（タム2106）
- 昭和33年度 - 3両
  - 三菱重工業 2両 宇部興産（タム1670・タム1671→タム2104・タム2105）
  - 三菱重工業 1両 新日本窒素肥料（タム1124→タム2109）
- 昭和34年度 - 1両
  - 富士重工業 1両 藤本産業（タム2110）
- 昭和35年度 - 3両
  - 川崎車輛 2両 宇部興産（タム2111・タム2112）
  - 三菱重工業 1両 旭化成工業（タム2113）
- 昭和36年度 - 6両
  - 日立製作所 3両 日産化学工業（タム2114 - タム2116）
  - 川崎車輛 1両 宇部興産（タム2117）
  - 川崎車輛 2両 宇部興産（タム2118・タム2119）
- 昭和37年度 - 2両
  - 川崎車輛 2両 宇部興産（タム2120・タム2121）
- 昭和38年度 - 1両
  - 川崎車輛 1両 宇部興産（タム2122）
- 昭和39年度 - 1両
  - 川崎車輛 1両 宇部興産（タム2123）